# Demokratyczne Zgromadzenie Narodu Kameruńskiego
Demokratyczne Zgromadzenie Narodu Kameruńskiego (fr. Rassemblement démocratique du Peuple Camerounais, ang. Cameroon People's Democratic Movement, RDPC) – kameruńska partia polityczna powstała w 1966 roku pod nazwą Narodowy Związek Kameruński (UNC, fr. Union Nationale Camerounaise, ang. Cameroon National Union) z połączenia 6 partii, w tym Związku Kameruńskiego i Narodowo-Demokratycznej Partii Kamerunu. Jej założycielem był Ahmadou Ahidjo, ówczesny prezydent Kamerunu. W roku 1985 partia zmieniła nazwę na obecną. Do 1991 roku była jedyną legalną partią w Kamerunie. 
Przewodniczący partii:
- 1966–1983: Ahmadou Ahidjo
- od 1983: Paul Biya